# Crimes et Pouvoir
Pour plus de détails, voir Fiche technique et Distribution.
Crimes et Pouvoir (High Crimes) est un film américain réalisé par Carl Franklin et sorti en 2002. Il s'agit d'une adaptation
du roman du même nom de Joseph Finder de 1998, traduit en français sous le titre La Trahison aux deux visages.

## Synopsis
En 1988 au Salvador, dans le petit village de Las Colinas, le CID mène une enquête sur un massacre de civils.
Douze ans plus tard à San Francisco, Claire Kubik (Ashley Judd) et son mari Tom (Jim Caviezel) forment un couple heureux et font tout leur possible pour avoir un enfant. Claire est une brillante avocate. Une nuit, Tom est réveillé en sursaut et s'aperçoit que des intrus se sont introduits dans leur maison. Il se lève et les cambrioleurs s'enfuient précipitamment. La nuit de Noël, en pleine ville, le couple est brutalement interpellé par des agents du FBI.
Claire découvre que Tom est un ex-militaire en fuite et qu'il se nomme en réalité Ronald Chapman. Accusé de crimes commis sur des civils, dont des meurtres, il doit être traduit devant un tribunal militaire pour répondre de ses actes. Alors qu'il clame son innocence, Claire décide de le défendre afin d'obtenir sa libération. N'ayant aucune connaissance dans la justice militaire, elle sollicite l'aide d'un autre avocat, Charlie Grimes (Morgan Freeman). Ce dernier, connaissant bien l'armée et ce genre de tribunal, a cet aparté : « La justice militaire est à la justice ce que la musique militaire est à la musique. »

## Fiche technique
- Titre francophone : Crimes et Pouvoir
- Titre original : High Crimes
- Réalisation : Carl Franklin
- Scénario : Yuri Zeltser et Grace Cary Bickley, d'après le roman High Crimes de Joseph Finder de 1998, traduit en français sous le titre La Trahison aux deux visages
- Musique : Graeme Revell
- Directeur de la photographie : Theo Van de Sande
- Montage : Carole Kravetz
- Production : Jesse Beaton, Arnon Milchan et Janet Yang
  - Production déléguée : Lisa Henson et Kevin Reidy
- Société de production : Regency Enterprises
- Format : couleur (Deluxe) - Son : DTS, Dolby Digital - 35 mm - 2,35:1
- Budget : 42 millions de dollars
- Pays de production :  États-Unis
- Genre : thriller, film de procès
- Durée : 115 minutes
- Dates de sortie :
  - États-Unis : 3 avril 2002 (première mondiale)
  - États-Unis : 5 avril 2002
  - Suisse : 10 juin 2002
  - France : 10 juillet 2002
  - Belgique : 31 juillet 2002

## Distribution
- Ashley Judd  (VF : Juliette Degenne)  : Claire Kubik
- Morgan Freeman  (VF : Benoît Allemane)  : Charles « Charlie » W. Grimes
- Jim Caviezel  (VF : Didier Cherbuy)  : Tom Kubik / le sergent Ronald « Ron » Chapman
- Adam Scott  (VF : Bruno Choël)  : Lieutenant Terrence « Terry » Embry, avocat de Tom
- Amanda Peet  (VF : Julie Dumas)  : Jackie, sœur de Claire
- Bruce Davison  (VF : Marcel Guido)  : le général de brigade Bill Marks
- Tom Bower : l'agent Mullins du FBI
- Juan Carlos Hernández  (VF : Emmanuel Karsen)  : le major James Hernandez
- Michael Gaston  (VF : Sylvain Lemarié)  : le major Lucas Waldron
- Jude Ciccolella : le colonel Farrell
- Emilio Rivera : l'homme du Salvador
- Michael Shannon  (VF : Joël Zaffarano)  : Troy Abbott
- Dendrie Taylor : Lola
- Paula Jai Parker (en) : Gracie
- Dawn Hudson (en) : le lieutenant-colonel LaPierre

## Accueil
- Box-office :  États-Unis et  Canada : 41 543 207 $[réf. nécessaire]